# Lymanopoda labineta
Lymanopoda labineta är en fjärilsart som beskrevs av William Chapman Hewitson 1870. Lymanopoda labineta ingår i släktet Lymanopoda och familjen praktfjärilar. Inga underarter finns listade i Catalogue of Life.